# Sonderkommando Silbertanne
Das Sonderkommando Silbertanne (auch Sonderkommando Feldmeijer nach seinem Befehlshaber Henk Feldmeijer) war ein Kommando der niederländischen SS und mit der Durchführung der so genannten „Silbertanne“-Morde in den besetzten Niederlanden im Zeitraum von September 1943 bis September 1944 betraut. Seine Angehörigen waren niederländische SS-Mitglieder oder Veteranen, die mit den Deutschen an der Ostfront gekämpft hatten.

## Hintergrund
Als Reaktion auf eine Reihe von Anschlägen niederländischer Widerstandskämpfer, bei denen unter anderem Hendrik Alexander Seyffardt, Befehlshaber der niederländischen Freiwilligenlegion, getötet worden war, verübte die SS unter dem Decknamen „Silbertanne“ Vergeltungsmorde an Zivilisten. Für einen ums Leben gekommenen Deutschen oder Niederländer, der mit den Besatzern zusammengearbeitet hatte, sollten jeweils drei bis fünf niederländische Widerstandskämpfer oder Niederländer, von denen eine Zusammenarbeit mit Widerstandskreisen bekannt war beziehungsweise die eine „antideutsche“ Einstellung hatten, getötet werden. Auf diese Weise wurden mindestens 54 Niederländer von den SS-Angehörigen ermordet.
Das Sonderkommando der SS hatte den unmittelbar auf Hitler zurückgehenden und als Geheime Reichssache eingestuften Auftrag, jeglichen Widerstand in den besetzten Niederlanden durch wahllose Erschießungen zu brechen. Kam es zu Anschlägen von Untergrundkämpfern gegen Deutsche oder Kollaborateure, setzte der Höhere SS- und Polizeiführer Hanns Albin Rauter mit dem Codewort „Silbertanne“ das SS-Kommando in Marsch. Danach wurden bestimmte Zivilisten erschossen. Eines der bekanntesten Opfer des Kommandos war der niederländische Schriftsteller A. M. de Jong.
Ausführende des Sonderkommandos, das 1944 insgesamt 15 Mann umfasste, waren Heinrich Boere, Willem Polak, Maarten Kuiper, Sander Borgers, Klaas Carel Faber, sein Bruder Pieter Johan Faber, Daniel Bernard und Lambertus van Gog.

## Juristische Aufarbeitung
Kuiper, P. J. Faber und Rauter wurden nach Kriegsende von einem niederländischen Gericht zum Tode verurteilt und 1948 beziehungsweise 1949 hingerichtet. Die übrigen Angehörigen des Kommandos konnten sich einer juristischen Verfolgung durch Flucht ins Ausland (Borgers, K. C. Faber, van Gog, Boere) entziehen oder wurden mangels Beweisen freigesprochen (Bernard). Polak entzog sich der Vollstreckung seiner lebenslangen Freiheitsstrafe durch die Flucht nach Deutschland nach einem Gefängnisausbruch.
Heinrich Boere gestand am 8. Dezember 2009 vor dem Aachener Landgericht, während der Aktion drei Menschen erschossen zu haben. Er betonte, dass er unter den damaligen Gegebenheiten nicht im Bewusstsein eines Verbrechens gehandelt habe, dies heute aber anders bewerte. Im März 2010 wurde er zu lebenslanger Freiheitsstrafe verurteilt. Da er wegen dieses Verbrechens bereits in den Niederlanden verurteilt worden war, legte er Verfassungsbeschwerde gegen dieses Urteil ein (Art. 50 der Europäischen Grundrechtecharta). Diese wurde jedoch nicht zur Entscheidung angenommen.
Im August 2010 wies das Bundesministerium der Justiz den Freistaat Bayern an, das 60 Jahre alte Urteil der niederländischen Justiz gegen Klaas Carel Faber zu überprüfen. Faber, der bis zu seinem Tod im Mai 2012 unbehelligt in Ingolstadt lebte, soll für insgesamt 22 Morde des Sonderkommandos verantwortlich gewesen sein.